# Пыховка (село)
Пыхо́вка — село в Новохопёрском районе Воронежской области России. Административный центр Пыховского сельского поселения.

## География
Находится в северо-восточной части Воронежской области, на правом берегу реки Савала (приток Хопра), примерно в 8 км к юго-западу от районного центра, города Новохопёрск, на высоте 83 метров над уровнем моря.

## История
Село основано на реке Савале в 1717 году украинскими переселенцами и названо по имени протекающей неподалеку речки Пыховка, впадающей в Савалу. Входило в состав Новохопёрского уезда (образован в 1779 году, с 1802 года — в составе Воронежской губернии) и являлось центром Пыховской волости. В 1779 году Пыховка была передана во владение князю Г. А. Потёмкину, в результате чего жители села попали в крепостную зависимость, а их выступления против крепостничества были подавлены воинскими командами из Хопёрской крепости. В 1783 году Потёмкин продал земли, на которых находилась Пыховка, бригадиру (позднее — генерал-майору) Н. С. Шемякину. После того, как в 1861 году было отменено крепостное право, у крестьян были сокращены паевые; это вынуждало их наниматься на сезонную работу к соседним помещикам, чтобы прокормить свои семьи.
В конце XIX века в селе (которое в то время официально считалось слободой) действовали 2 ярмарки, велась торговля скотом.
24 января 1918 года был образован Пыховский сельсовет. В 1918—1919 годах, во время Гражданской войны в России в районе села Пыховка (которое не раз переходило из рук в руки) происходили ожесточённые бои между частями Красной армии и Белой армии; погибшие красноармейцы из отдельного китайского батальона были захоронены в братской могиле.
С 1928 года село — в составе Новохопёрского района, образованного 30 июля 1928 года постановлением ВЦИК и СНК РСФСР.
В 2008 году село Пыховка было газифицировано.

## Население
| 1859 | 1897  | 2010 | 2012  | 2013  |
| ---- | ----- | ---- | ----- | ----- |
| 2902 | ↗5585 | ↘903 | ↗1241 | ↗1243 |

Гендерный состав
По данным Всероссийской переписи в 2010 году — 406 мужчин и 497 женщин из 903 человек.

## Инфраструктура
В посёлке функционируют основная общеобразовательная школа, дом культуры и библиотека, а также фельдшерско-акушерский пункт и отделение связи.
Улицы
Уличная сеть села состоит из 10 улиц и 1 переулка.

## Достопримечательности
В селе установлен памятник воинам, павшим в годы Великой Отечественной войны, имеющий форму часовни. У въезда в село воздвигнут охранный крест.
В селе расположен православный храм во имя Троицы Живоначальной, построенный в 1885 году по проекту архитектора Д. В. Знобишина в стиле эклектики. Здание храма представляет собой четырёхстолпный двусветный четверик, который завершается мелким пятиглавием и соединён переходом с трёхъярусной колокольней. В советское время храм был закрыт, с 2000-х годов — реставрируется.